# هنسلرس‌دیک
هنسلرس‌دیک (به هلندی: Honselersdijk) یک منطقهٔ مسکونی در هلند است که در وستلاند واقع شده‌است. هنسلرس‌دیک ۷٬۳۶۶ نفر جمعیت دارد.